# Prades (Spagna)
Prades è un comune spagnolo di 561 abitanti situato nella comunità autonoma della Catalogna, nella comarca del Baix Camp. 
È altresì conosciuto come Vila Vermella (Casa Rossa) per il colore della pietra arenaria con la quale sono costruiti la maggior parte degli edifici.

## Geografia fisica

### Clima
L'altitudine determina un clima di tipo atlantico, che ne hanno fatto un luogo di vacanza estiva, mentre in inverno è freddo e non sono rare le precipitazioni nevose.

## Luoghi di interesse turistico
- Plaça Major (Piazza Maggiore), porticata, riprodotta anche all'interno del Poble Espanyol di Barcellona
- Fontana rinascimentale
- Chiesa di Santa Maria la Major (gòtico).
- Castello.
- Muraglia del centro storico.
- Eremo di l'Abellera.
- Eremo di Sant Antoni.
- Monte Tossal de la Baltasana (1270 m)